# جولياناتوب
جولياناتوب هي أعلى قمة جبلية بسورينام باٍرتفاع 1.280 متر (4199 قدم). تقع في مقاطعة سيباليويني.